# Alicia Witt
Pour les articles homonymes, voir Witt.
Alicia Witt est une actrice, scénariste, productrice, réalisatrice et chanteuse américaine, née le 21 août 1975 à Worcester (Massachusetts).
Enfant star, elle est révélée par le film Dune de David Lynch. Ce rôle lui permet de jouer dans la sitcom Cybill (1995-1998) et de multiplier les projets au cinéma, à la fin des années 1990 et pendant les années 2000 : Urban Legend, Cecil B. Demented, Vanilla Sky, L'Amour sans préavis, Les Bienfaits de la colère, Vacances sur ordonnance, 88 Minutes...
Après une période de retrait médiatique, qui se caractérise par de nombreux rôles pour le cinéma indépendant, elle fait son retour à la télévision, par plusieurs rôles récurrents dans des séries télévisées telles que Friday Night Lights, Mentalist, Justified, Nashville, L'Exorciste, Orange Is the New Black et en étant l'héroïne de nombreux téléfilms.

## Biographie

### Jeunesse et formation
Alicia Roanne Witt est née le 21 août 1975 à Worcester (Massachusetts, États-Unis). Sa mère, Diane (née Pietro), enseigne les lettres en collège ; son père, Robert Witt, est professeur de sciences et photographe. Elle a un frère, Ian. De 1988 à 1996, sa mère figurait dans le Livre Guinness des records à cause de sa chevelure alors considérée comme la plus longue du monde.
Enfant prodige, Alicia commence à lire très tôt. À deux ans, elle lit des livres du collège.
Elle est découverte par David Lynch alors qu'elle apparaît dans la série télévisée That's Incredible! en 1980, où elle récite Roméo et Juliette de Shakespeare.
Elle joue Alia, la jeune sœur de Paul Atréides dans le film Dune (1984). Par la suite, elle quitte Hollywood pour se concentrer sur ses études et la musique. Elle étudie à domicile. Elle remporte plusieurs concours nationaux et internationaux de piano classique, y compris le concours international de piano Bartok-Kabalevsky,,,,,.
À 14 ans, elle obtient son diplôme d'études secondaires. Peu de temps après, elle déménage à Hollywood avec sa mère pour poursuivre une carrière d'actrice.

### Carrière

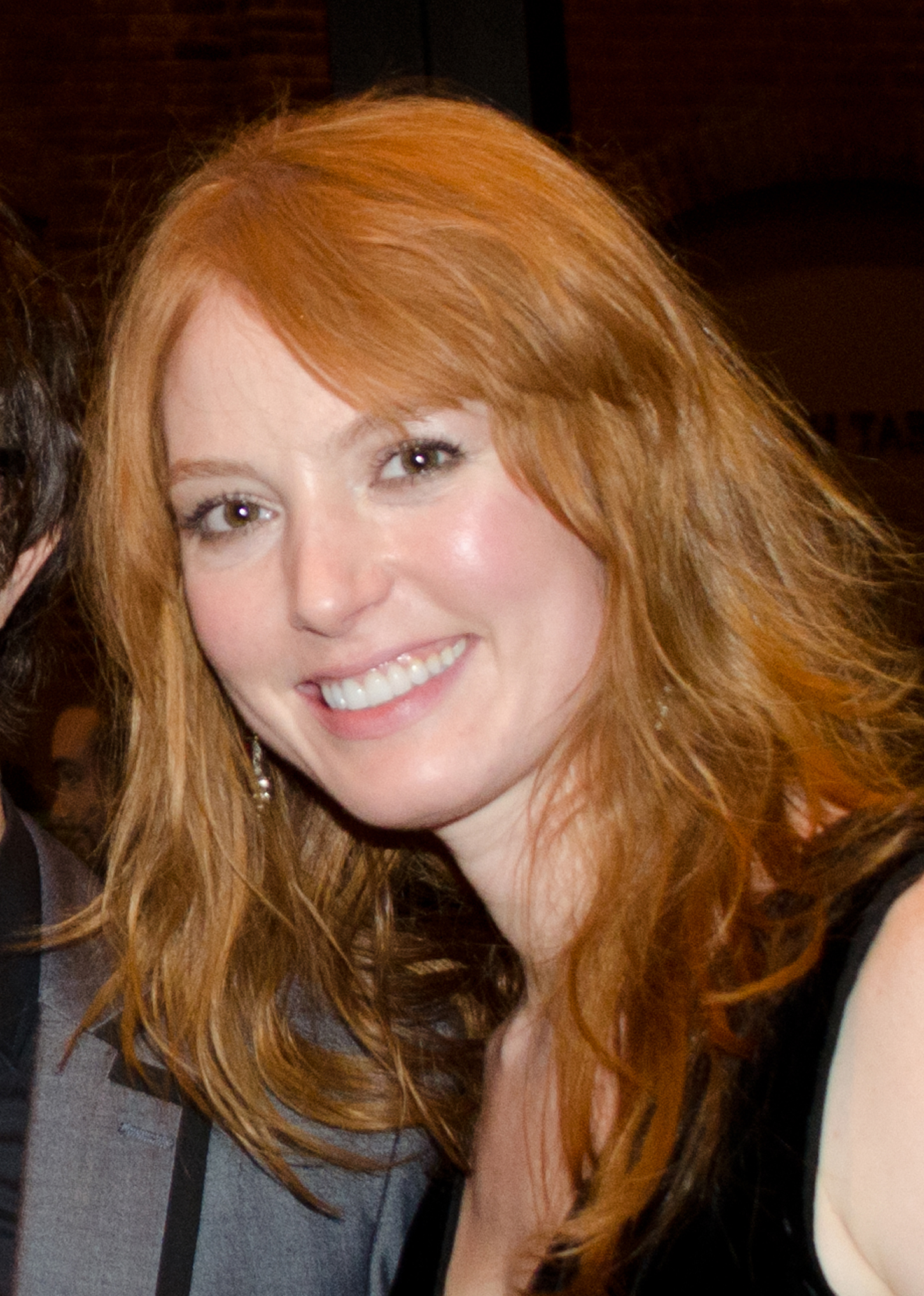
Alicia Witt en 2012.

En septembre 1990, elle a participé à l'émission de télévision Wheel of Fortune. Puis, elle enchaîne les petits rôles.
En 1994, Alicia Witt a décroché son premier rôle principal dans un film, celui d'une adolescente perturbée dans Fun (en). Elle a reçu le Prix Spécial du Jury reconnaissance au Festival de Sundance et a été nommée pour la meilleure actrice aux Independent Spirit Awards. Cette performance a inspiré Madonna pour recommander Witt afin d'interpréter sa fille dans Groom Service, un film à sketches distribué en 1995.
Entre 1995 et 1998, Witt se fait connaître auprès du grand public en jouant le rôle de Zoey Woodbine, dans la sitcom Cybill. Entre les saisons, elle apparaît dans des films comme Professeur Holland, Citizen Ruth et Bongwater.
Après la fin de la série Cybill, Witt décroche le premier rôle du film d'horreur Urban Legend.
Dans les années 2010, elle joue dans de nombreux téléfilms, notamment autour de Noël et en collaboration avec le réseau Hallmark Channel,, comme 10 choses à faire pour un Noël parfait avec l'acteur américain Gabriel Hogan, et Le roman de Noël avec l'acteur canadien David Alpay.
En 2014, elle fait partie des nouveaux visages de la cinquième saison de la série policière Justified, aux côtés d'Edi Gathegi.
En 2016, elle incarne la chanteuse de country Autumn Chase pour la série télévisée dramatique et musicale Nashville. La même année, invitée en tant que guest-star, elle fait une prestation remarquée dans un épisode de la série horrifique The Walking Dead. L'année suivante, elle reprend son rôle de Gersten Hayward pour la nouvelle saison de Twin Peaks.
En 2019, elle joue un rôle récurrent dans la septième et dernière saison d'Orange Is the New Black qui connaît un large succès,,.

## Filmographie

### Cinéma

#### Courts métrages
- 2005 : Conflict de Chelsea Vance : Silky Sanders
- 2010 : The Pond de Dan Hannon : Shelly
- 2013 : Flat Chested de Kristyn Benedyk : Amanda

#### Longs métrages
- 1984 : Dune de David Lynch : Alia
- 1991 : Traumatismes de Mike Figgis : Girl in Dream
- 1993 : Une pause, quatre soupirs (Bodies, Rest & Motion) de Michael Steinberg : Elizabeth
- 1994 : Fun (en) de Rafal Zielinski (en) : Bonnie
- 1995 : Groom Service - segment The Missing Ingredient d'Allison Anders : Kiva
- 1995 : Professeur Holland de Stephen Herek : Gertrude Lang
- 1996 : Citizen Ruth d'Alexander Payne : Cheryl Stoney
- 1997 : Bongwater de Richard Sears : Serena
- 1998 : Urban Legend de Jamie Blanks : Natalie Simon
- 1999 : Gen¹³ de Kevin Altieri : Caitlin Fairchild (voix)
- 2000 : Playing Mona Lisa de Matthew Huffman : Claire Goldstein
- 2000 : Cecil B. Demented de John Waters : Cherish
- 2001 : Ten Tiny Love Stories de Rodrigo Garcia : Deux (Two en VO)
- 2001 : Vanilla Sky de Cameron Crowe : Libby
- 2002 : American Girl (en) de Jordan Brady : Barbie
- 2002 : L'Amour sans préavis de Marc Lawrence : June Carver
- 2005 : Les Bienfaits de la colère de Mike Binder : Hadley Wolfmeyer
- 2006 : Vacances sur ordonnance de Wayne Wang : Ms. Burns
- 2007 : 88 Minutes de Jon Avnet : Kim Cummings
- 2010 : Peep World de Barry W. Blaustein : Amy Harrison
- 2011 : Joint Body de Brian Jun : Michelle Page
- 2011 : The Flight of the Swan de Nikos Tzimas : Maria
- 2012 : Bending the Rules d'Artie Mandelberg : Rosalyn Wohl
- 2012 : Rodeo Princess de Timothy Armstrong : Elaine
- 2012 : I Do de Glenn Gaylord : Mya Edwards
- 2013 : Playdate de Melanie Mayron : Grace
- 2013 : Cold Turkey de Will Slocombe : Nina
- 2013 : Shelly, champion à 4 pattes de Kevan Peterson : Melanie West
- 2013 : A Madea Christmas de Tyler Perry : Amber
- 2014 : Away from Here de Bruce Van Dusen : Lily
- 2016 : The Bronk Bull de Martin Guigui : Denise Baker
- 2016 : Six LA Love Stories de Michael Dunaway : Terry Kerr
- 2018 : Spare Room de Jenica Bergere : Ginny
- 2020 : I Care a Lot de J Blakeson : Dr Karen Amos
- 2020 : Amoureux pour toujours (Modern Persuasion) d'Alex Appel et Jonathan Lisecki (en) : Wren Cosgrove
- 2022 : Alice : De l'esclavage à la liberté de Krystin Ver Linden : Rachel
- 2024 : Longlegs d'Oz Perkins : Ruth Harker

### Télévision

#### Séries télévisées
- 1980 : That's Incredible! (en) : elle-même (1 épisode)
- 1990 : Twin Peaks : Gersten Hayward (1 épisode)
- 1993 : Hotel Room : Diane (1 épisode)
- 1995-1998 : Cybill (Cybill) : Zoey Woodbine (87 épisodes)
- 2000 : Les Sopranos : Amy Safir (1 épisode)
- 2000 : Ally McBeal : Hope Mercey (2 épisodes)
- 2003 : La Treizième Dimension : Liz (1 épisode)
- 2007 : New York, section criminelle : Détective Nola Falacci (5 épisodes)
- 2008 : Wainy Days : Laura (1 épisode)
- 2008 : Puppy Love : Claire
- 2008 : Mon oncle Charlie : Mlle Pasternak (1 épisode)
- 2009-2011 : Friday Night Lights : Cheryl (9 épisodes)
- 2009-2012 : Mentalist : Rosalind Harker (3 épisodes)
- 2011 : Les Experts : Miami : Michelle Baldwin (1 épisode)
- 2012 : Person of Interest : Connie Wyler (1 épisode)
- 2013 : Betrayal : Zoe (1 épisode)
- 2014 : Justified : Wendy Crowe (saison 5, 10 épisodes)
- 2014 : Kingdom : Mélanie (1 épisode)
- 2015 : Flynn Carson et les Nouveaux Aventuriers : Lucinda McCabe / Morgan le Fay (1 épisode)
- 2015 : Elementary : Dana Powell (1 épisode)
- 2015 : House of Lies : Maya (2 épisodes)
- 2016 : The Walking Dead : Paula (1 épisode)
- 2016 : Motive : Cindy Vernon (1 épisode)
- 2016 : Nashville : Autumn Chase (saison 4, 6 épisodes)
- 2017 : Supernatural : Lily Sunder (1 épisode)
- 2017 : Twin Peaks : Gersten Hayward (saison 3, 2 épisodes)
- 2017 : L'Exorciste : Nicole Kim (saison 2, 6 épisodes)
- 2018 : Disjointed : Rosie Bush (1 épisode)
- 2018 : Mythes et Croyances : Marjorie Cameron (1 épisode)
- 2019 : Orange Is the New Black : Zelda (6 épisodes)

#### Téléfilms
- 1994 : Au nom de la vérité (The Disappearance of Vonnie) de Graeme Campbell : Janine
- 1999 : Passion's Way (The Reef) de Robert Allan Ackerman : Sophy Viner
- 2004 : L'Anneau sacré (Ring of the Nibelungs) de Uli Edel : Kriemhild
- 2007 : Les Flammes du passé de David Carson : Reena Hale
- 2010 : Mon ex-futur mari (Backyard Wedding) de Bradford May : Kim Tyler
- 2010 : Edgar Floats de Jace Alexander : Sandra
- 2013 : Le Noël rêvé de Megan de Jodi Binstock : Megan
- 2014 : Les Pendules de Noël (A Very Merry Mix Up) de Jonathan Wright : Alice Chapman
- 2014 : Un Père Noël pas comme les autres (Christmas at Cartwright's) de Graeme Campbell : Nicky Talbot
- 2015 : Je ne suis pas prête pour Noël (I'm Not Ready For Christmas) de Sam Irvin : Holly
- 2016 : 10 choses à faire pour un Noël parfait de Paul A. Kaufman : Isobel Gray
- 2017 : Le roman de Noël (The Mistletoe Inn) de Alex Wright : Kim Rossi
- 2018 : Noël en héritage (Christmas on Honeysuckle Lane) de Maggie Greenwald : Emma Reynolds
- 2019 : La partition perdue de Noël (Our Christmas Love Song) de Gary Yates : Melody Jones
- 2020 : Coup de foudre dans l'allée des sapins (Christmas Tree Lane) de Steven R. Monroe : Meg Reilly

### Scénariste
- 2004 : Girls' Lunch (court métrage)
- 2006 : Belinda's Swan Song (court métrage)

### Productrice
- 2004 : Girls' Lunch (court métrage)
- 2006 : Belinda's Swan Song (court métrage)

### Réalisatrice
- 2006 : Belinda's Swan Song (court métrage)

## Distinctions
Sauf indication contraire ou complémentaire, les informations mentionnées dans cette section proviennent de la base de données IMDb.

### Récompenses
- Festival du film de Sundance 1994 : meilleure actrice pour Fun
- Festival international du film de Gijón 1995 : meilleure actrice pour Fun, prix partagé avec Renée Humphrey
- US Comedy Arts Festival 2000 : meilleure actrice pour Playing Mona Lisa

### Nominations
- Film Independent's Spirit Awards 1995 : révélation pour Fun
- 2e cérémonie des Screen Actors Guild Awards 1996 : meilleure distribution pour une série télévisée comique dans Cybill
- 25e cérémonie des Saturn Awards 1999 : meilleure performance par une jeune actrice pour Urban Legend
- Alliance of Women Film Journalists 2008 : différence d'âge la plus importante entre le premier rôle et son intérêt amoureux pour 88 minutes, nomination partagée avec Al Pacino